# 中華人民共和國第十屆全運會棒球比賽
中華人民共和國第十屆全運會棒球比賽於2005年10月12日至22日在無錫棒球場舉行，只設男子項目。

## 獎牌分佈情況
| 項目     | 金牌 | 银牌 | 铜牌 |
| 男子棒球 | 高書梁 劉建忠 孟昭蓬 劉志成 張振旺 蘇長龍 張萬軍 趙全勝 侯鳳連 呂建剛 張興 白寶亮 王靖超 羅玉斌 任民 楊國剛 王超 趙炳澤 李鑫 劉軍 郝長海 李家強（天津） | 孫嶺峰 李慶慶 陳哲 李清華 李磊 孫煒 張偉 賈昱冰 周靜 馬克 李韋良 王楠 楊碩 徐錚 李斌 謝靜 江曉宇 張健旺 魏崢 李晨浩 李宏瑞 王偉（北京） | 王弛 李林 陳坤 馮飛 牛譞 李又林 祝萬雲 夏斌 謝鵬 杜世亮 李偉 秦學光 劉博 何小川 高磊 王磊 李陽 黃可 王小磊 張春樂 唐龍（解放軍） |

## 獎牌榜
| 名次 | 代表團 | 金牌 | 銀牌 | 銅牌 | 總數 |
| ---- | ------ | ---- | ---- | ---- | ---- |
| 1    | 天津   | 2    | 0    | 0    | 2    |
| 2    | 北京   | 0    | 2    | 0    | 2    |
| 3    | 解放軍 | 0    | 0    | 2    | 2    |
| 总计 | 总计   | 2    | 2    | 2    | 6    |